# Ibirité
Ibirité es un municipio brasileño del estado de Minas Gerais. Su población estimada en 2018 es de 179 015 habitantes, según el Instituto Brasileño de Geografía y Estadística (IBGE). Integra la región metropolitana de Belo Horizonte.

## Toponimia
En 1923 pasa a denominarse Ibiritê (y desde 1943 Ibirité), palabra derivada del tupí antiguo ybyreté, que significa «mucho verdor» (ybyra, «verdor» y eté, «mucho»).

## Historia
Durante los siglos XVII y XVIII, la región fue recorrida por los bandeirantes en busca de oro, piedras preciosas y esclavos indígenas. La región de Ibirité pasó entonces a ser ocupada por haciendas que suministraban alimentos a los bandeirantes. Desde 1810, la región era conocida como Vargem da Pantana o Várzea do Pantana, en referencia a uno de los primeros habitantes de la región, Manoel Galvão Pantana.
Ibirité surgió aproximadamente hacia 1890 como un pueblo de nombre Vargem de Pantana, en la parroquia de Sabará. En 1890, pasó a la condición de pueblo, aún perteneciendo a Sabará. En 1897, pasó a pertenecer al municipio de Santa Quitéria, actualmente Esmeraldas. En 1911, la región pasa a integrar el municipio de Betim. En 1943 recibe su denominación actual y en 1962 se emancipa como municipio.

## Geografía

### Hidrografía
El municipio forma parte de la cuenca de Paraopeba. Los principales cursos de agua son el arroyo Ibirité y el arroyo Capão da Serra. También hay un lago de considerable tamaño: el lago Petrobrás. Ibirité también cuenta con varios manantiales y pequeños arroyos.

### Alivio
La ciudad de Ibirité presenta un relieve pronunciado, con un aspecto predominante en el sur, la Serra do Rola-Moça. Esta formación limita el municipio con Brumadinho y alcanza picos que superan los 1400 m. En el límite entre estas dos ciudades, la cordillera disminuye hasta el paso del río Paraopeba.

## Clima
Según la clasificación climática de Köppen, el municipio se encuentra en el clima tropical de altitud Cwa.
Conforme a datos del Instituto Nacional de Meteorología (INMET), referentes a los períodos de 1961 a 1984, 1986 a 1987, 1991 a 1995 y 2001 a 2015, la temperatura más baja registrada en Ibirité fue de -1,2 °C el 22 de junio de 1963, y la mayor alcanzó los 37 °C el 21 de octubre de 2003 y el 28 de octubre de 2008. El mayor acumulado de precipitación en 24 horas fue de 135,2 milímetros (mm) el 15 de febrero de 1961. Otros grandes acumulados igual o superiores a 100 mm fueron 120 mm el 14 de enero de 1981, 116,4 mm el 28 de enero de 1991, 114 mm el 2 de febrero de 1966, 113 mm el 15 de noviembre de 2008, 112,6 mm el 12 de diciembre de 1992, 110,8 mm el 14 de enero de 1964, 110,7 mm el 27 de noviembre de 2011, 107,2 mm el 12 de noviembre de 1961 y 100,8 mm el 16 de diciembre de 1984. Diciembre de 2011, con 685,1 mm, fue el mes de mayor precipitación.